# NGC 5011
NGC 5011 est une très vaste galaxie elliptique située dans la constellation du Centaure. Sa vitesse par rapport au fond diffus cosmologique est de 3 422 ± 27 km/s, ce qui correspond à une distance de Hubble de 50,5 ± 3,6 Mpc (∼165 millions d'al). NGC 5011 a été découverte par l'astronome britannique John Herschel en 1834.
NGC 5011 est une galaxie LINER, c'est-à-dire une galaxie dont le noyau présente un spectre d'émission caractérisé par de larges raies d'atomes faiblement ionisés.
À ce jour, une quinzaine de mesures non basées sur le décalage vers le rouge (redshift) donnent une distance de 41,853 ± 7,026 Mpc (∼137 millions d'al), ce qui est à l'intérieur des valeurs de la distance de Hubble. Notons cependant que c'est avec la valeur moyenne des mesures indépendantes, lorsqu'elles existent, que la base de données NASA/IPAC calcule le diamètre d'une galaxie et qu'en conséquence le diamètre de NGC 5011 pourrait être d'environ 109 kpc (∼356 000 al) si on utilisait la distance de Hubble pour le calculer.

## Groupe de NGC 5011
Selon A. M. Garcia, NGC 5011 est la principale galaxie d'une groupe qui porte son nom, le groupe de NGC 5011. Ce groupe de galaxies compte au moins 19 membres, dont NGC 4946, NGC 5026, PGC 46597 (≠ NGC 5086)], NGC 5090 et NGC 5091.

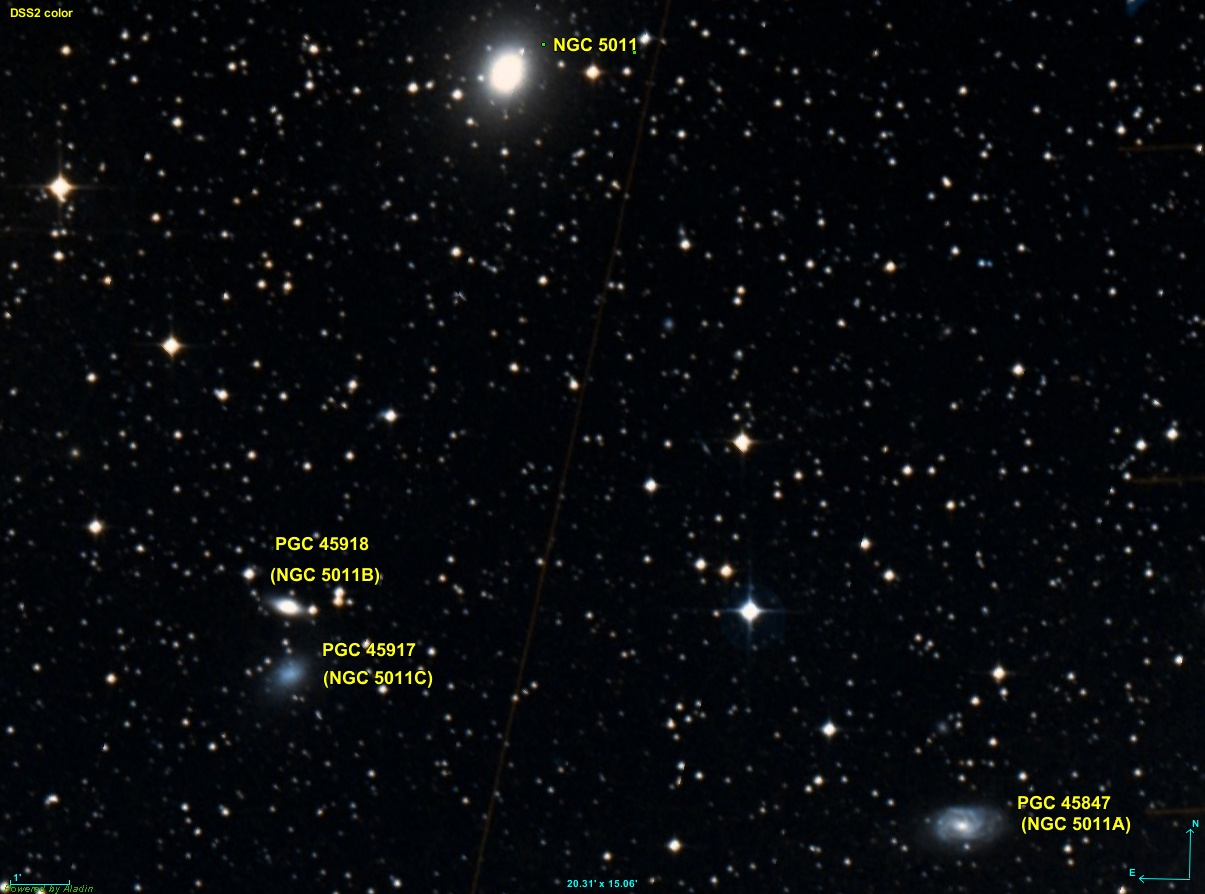
Les trois compagnons optiques de NGC 5011.

Plusieurs galaxies sont près de NGC 5011 sur la sphère céleste et sont parfois désignées comme NGC 5011A (PGC 45847 ou ESO 269-63), NGC 5011B (PGC 45918 ou ESO 269-67) et NGC 5011C(PGC 45847 ou ESO 269-68),. Deux de ces trois galaxies font partie du même groupe de galaxies que NGC 5011, alors que NGC 5011C est un compagnon optique, car situé beaucoup plus près de la Voie lactée, soit à une distance de 5,410 ± 2,493 Mpc (∼17,6 millions d'al).

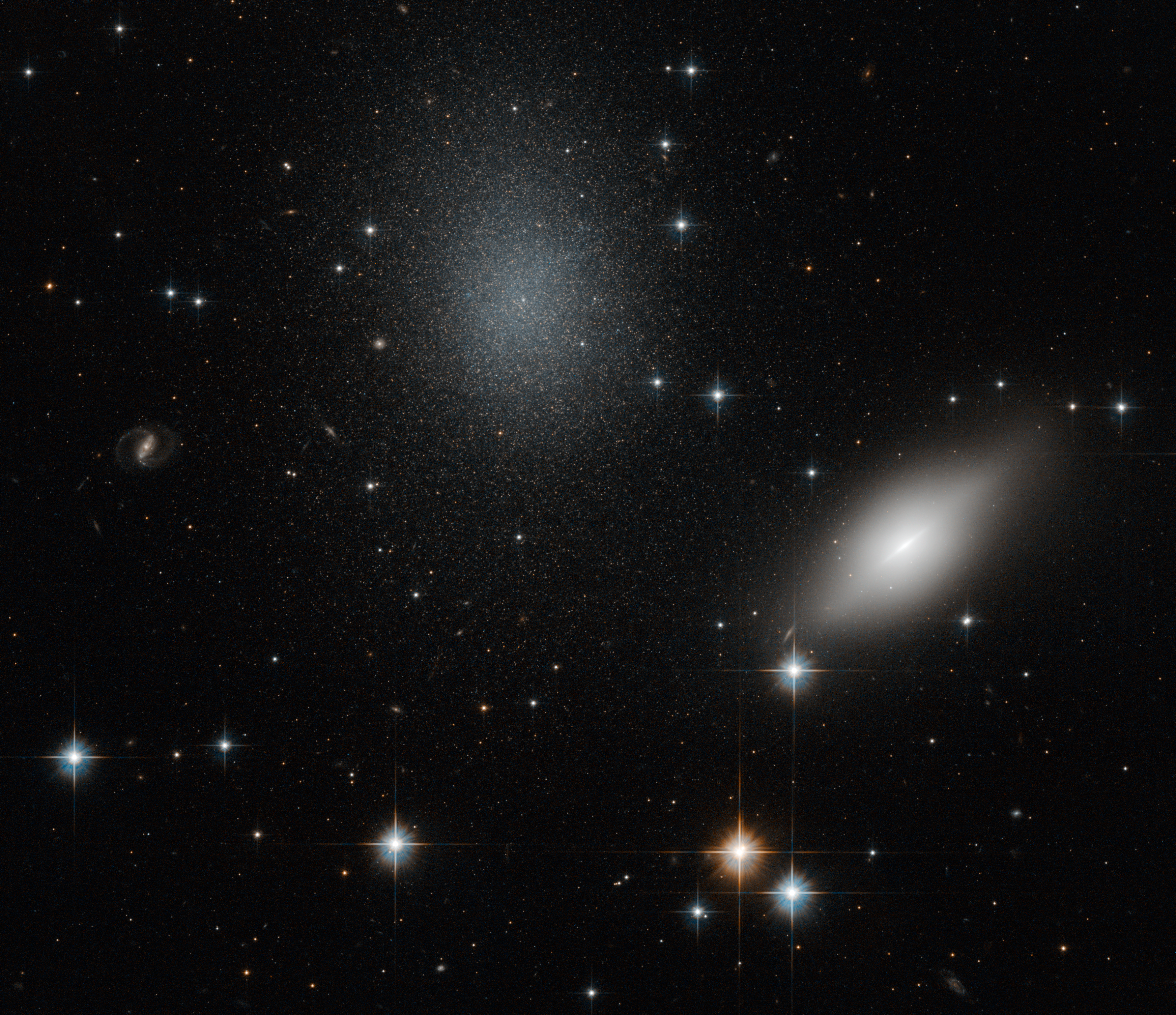
NGC 5011B à droite et NGC 5011C en haut au centre par le télescope spatial Hubble.